# 东莞城市学院
东莞城市学院（英語：Dongguan City University），是位于中國广东省东莞市的一所民办普通高等院校。前身为东莞理工学院城市学院（英語：City College of Dongguan University of Technology (CCDGUT)）。

## 办学历史

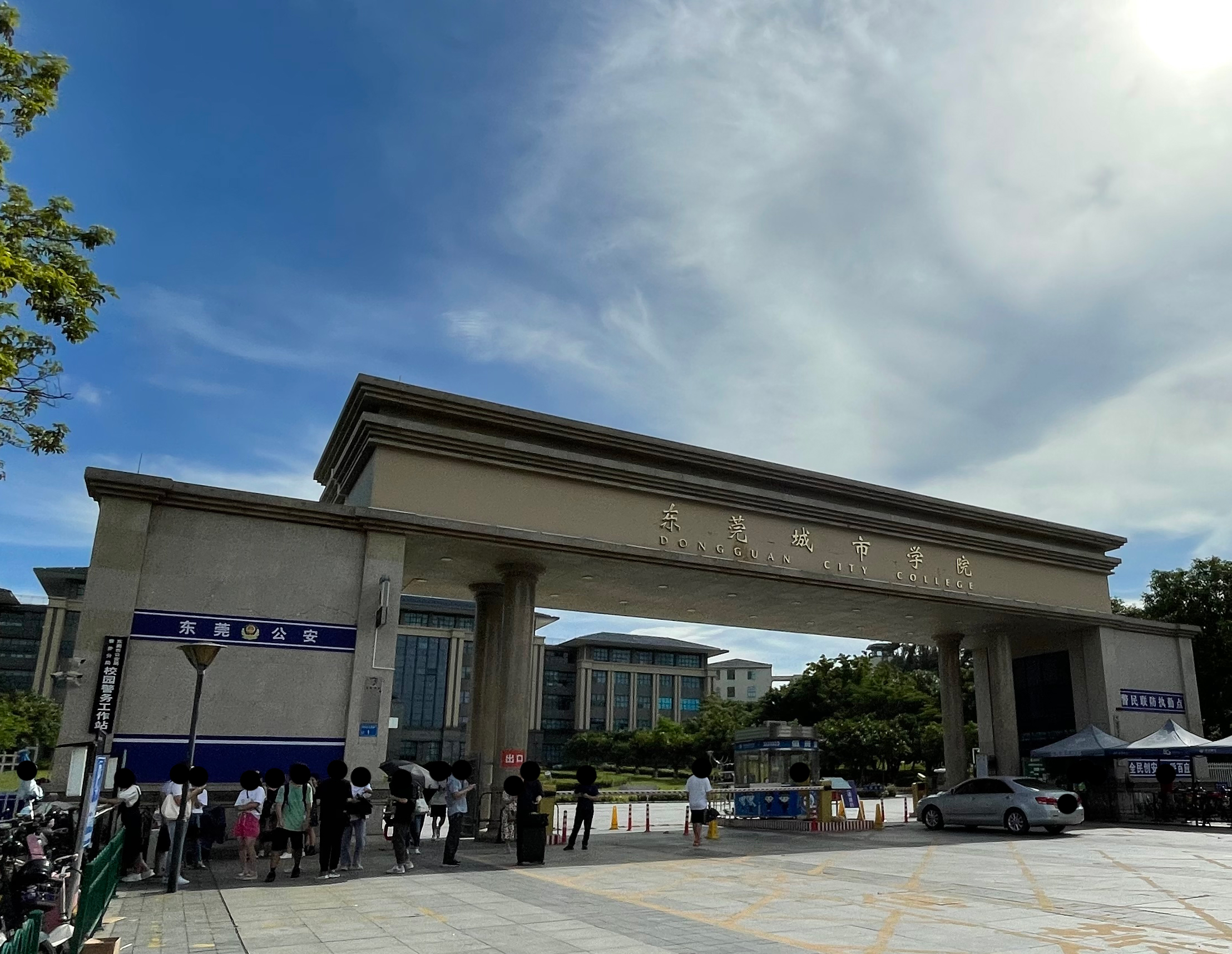
东莞城市学院校门

2004年6月，经教育部批准设立独立学院，于东莞理工学院莞城校区办学。
2005年11月，成立中国共产党东莞理工学院城市学院委员会。
2009年，东莞理工学院与广东鸿发投资集团有限公司合作办学。
2012年8月，东莞理工学院城市学院整体搬迁至东莞市寮步镇。
2021年5月经教育部批准转设，正式更名为东莞城市学院。

## 教研机构

### 院系设置
截至2022年10月，东莞城市学院设有14个教学单位，45个本科专业。
| 教学单位       | 专业                                                                    | 备注                                 |
| -------------- | ----------------------------------------------------------------------- | ------------------------------------ |
| 商学院         | 人力资源管理 财务管理 工商管理 物流管理 市场营销 会计学                 |                                      |
| 数字经济学院   | 国际经济与贸易 互联网金融 电子商务 投资学 金融学 保险学                 |                                      |
| 城建与环境学院 | 人文地理与城乡规划 建筑电气与智能化 工程管理 工程造价 环境工程 土木工程 |                                      |
| 人工智能学院   | 数据科学与大数据 计算机科学与技术 物联网工程 软件工程 人工智能          |                                      |
| 法学院         | 行政管理 社会工作 法学                                                  |                                      |
| 语言文化学院   | 网络与新媒体 汉语言文学 商务英语 英语                                   |                                      |
| 创意设计学院   | 数字媒体艺术 视觉传达设计 工业设计 环境设计 产品设计                    |                                      |
| 智能制造学院   | 机械设计制造及其自动化 机械电子工程 电子信息工程 机器人工程             |                                      |
| 艺术学院       | 舞蹈编导 音乐表演 表演                                                  |                                      |
| 马克思主义学院 |                                                                         | 思想政治理论课程及军事理论课程教学   |
| 创新创业学院   |                                                                         | 开展创新创业教育                     |
| 继续教育学院   |                                                                         | 负责各类教育培训项目及自考教育       |
| 通识教育学院   |                                                                         | 负责体育教学及学生体质健康测试等活动 |

### 科研平台
共有24个研究机构，广东省博士工作站1个。

### 学术资源

#### 馆藏资源

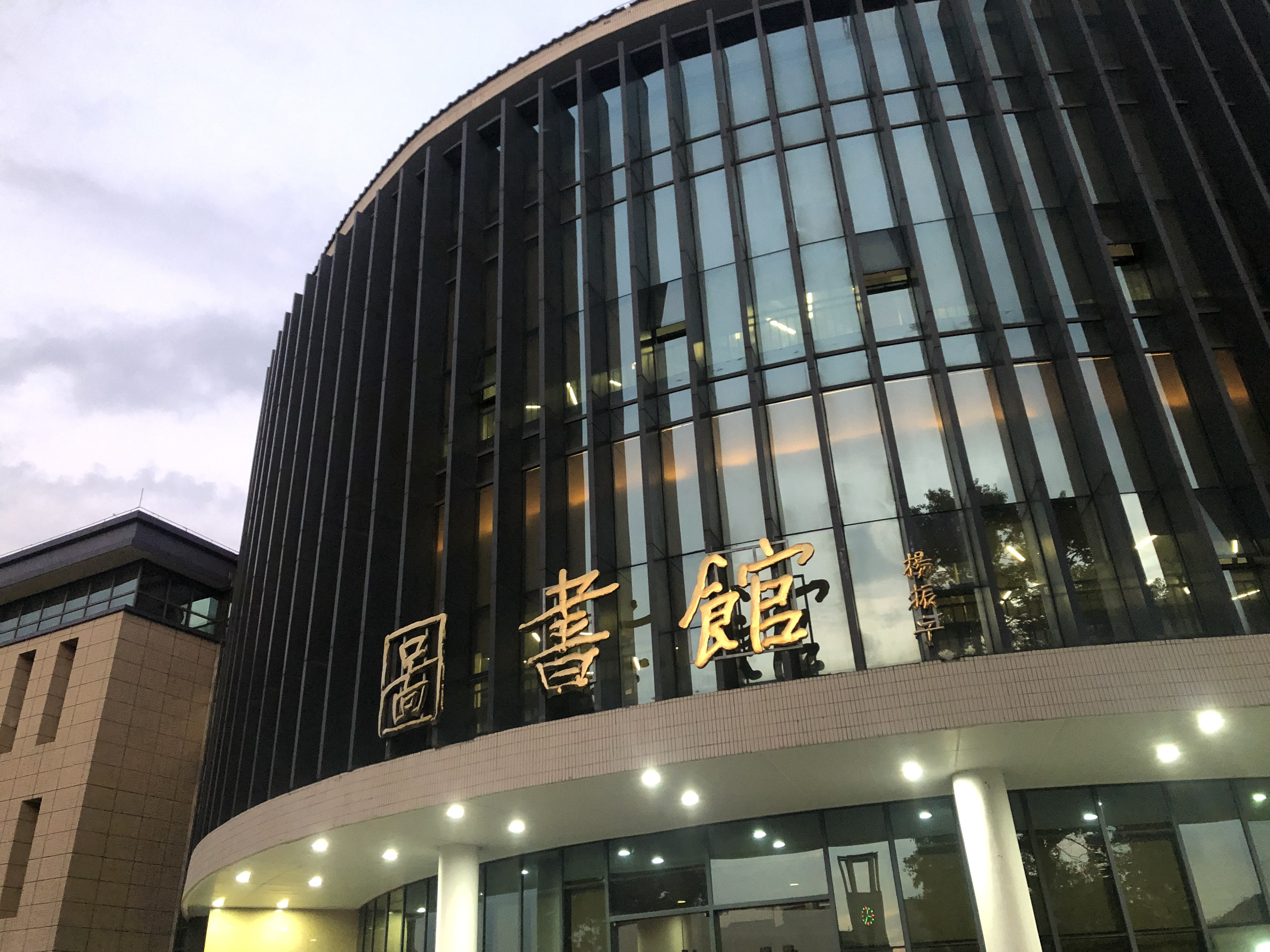
东莞城市学院图书馆

东莞城市学院图书馆藏有纸质图书191.4万余册，其中期刊894种，报纸54种；中文电子期刊6448种，外文电子期刊281种，中文电子期刊论文14581879篇，电子学位论文2190893篇，电子会议论文552975篇，中文电子图书70余万册，外文电子图书1.8万册，考试试题4万余份，数字报纸1011种。

#### 学术期刊
《东莞理工城院教育》，准印证号：(粤O)L0150003号。经广东省新闻出版广电局批准的综合性学术理论内部资料性出版物。

## 交通

### 东莞校区
- 东莞公交

城市学院正门公交站（362路;365路;369路;371路;531路;x13路;x27路）

城市学院北门公交站（362路;365路;371路;531路;x13路;x27路）
- 广惠城际铁路寮步站